# Anita Louise
Anita Louise, nata Anita Louise Fremault (New York City, 9 gennaio 1915 – Los Angeles, 25 aprile 1970), è stata un'attrice statunitense.
Come attrice bambina, fino al 1929, usò il nome di Louise Fremault.

## Biografia
Esordì nel mondo dello spettacolo a soli sei anni, quando iniziò a recitare nei teatri di Broadway al fianco di Walter Hampden.
All'età di nove anni, fece il suo debutto nel mondo del cinema con il nome d'arte di Louise Fremault nella pellicola The Sixth Commandment (1924) di Christy Cabanne. Continuò la sua carriera di attrice bambina abbandonando nel 1929 il cognome d'arte Fremault per fare uso solo dei suoi due nomi di battesimo, Anita Louise.
A differenza di altri attori bambini del mondo del cinema, continuò la sua carriera come attrice anche in età adulta, e venne scritturata dalla Warner Bros. per recitare nel dramma in costume Madame du Barry (1934) di William Dieterle, al fianco di Dolores del Río e Reginald Owen. Proseguì nel filone dei drammi storici recitando nella versione diretta da Dieterle di Sogno di una notte di mezza estate (1935) e in La vita del dottor Pasteur (1936), dello stesso regista, per arrivare al ruolo di Maria Teresa Luisa di Savoia-Carignano nel dramma storico Maria Antonietta (1938) di W. S. Van Dyke.
Tuttavia il suo aspetto di giovinetta dal viso acqua e sapone, dagli occhi azzurri e i capelli biondi, la imprigionò nel cliché della brava ragazza, che le impedì per lungo tempo di intraprendere ruoli impegnativi e drammatici. Fu così che a partire dagli anni quaranta la sua carriera cinematografica prese la via dei B-Movies, per terminare nel 1947 con una delle pellicole della serie del celebre personaggio poliziesco Bulldog Drummond.
Il 17 maggio 1940 sposò l'attore Buddy Adler, dal quale ebbe due figlie e con il quale restò fino alla morte di quest'ultimo nel 1960. A partire dal 1956 scelse di tentare la via della televisione, e venne scritturata per interpretare il ruolo della madre del giovane Ken McLaughlin (interpretato da Johnny Washbrook), nella serie televisiva di successo Frida, la storia dell'amicizia di un ragazzo con il suo cavallo. La Louise venne scritturata nel 1953 dalla CBS per sostituire la celebre attrice Loretta Young, in convalescenza per un intervento chirurgico, nella sua trasmissione in diretta di grande successo Letter to Loretta.

## Riconoscimenti
- WAMPAS Baby Stars (1931)
- Young Hollywood Hall of Fame (1930's)

## Filmografia parziale
- Lend Me Your Husband, regia di Christy Cabanne (1924)
- Capricci di donna (The Untamed Lady), regia di Frank Tuttle (1926)
- The Music Master, regia di Allan Dwan - (con il nome Anita Fremault) (1927)
- I quattro diavoli (4 Devils), regia di Friedrich Wilhelm Murnau (1928)
- Il destino (A Woman of Affairs), regia di Clarence Brown (1928)
- The Marriage Playground, regia di Lothar Mendes (1929)
- Ragazze e giovanotti del 1890 (The Florodora Girl), regia di Harry Beaumont (1930)
- Millie, regia di John Francis Dillon (1931)
- Our Betters, regia di George Cukor (1933)
- Il giudice (Judge Priest), regia di John Ford (1934)
- Madame du Barry (Madame du Barry), regia di William Dieterle (1934)
- Bachelor of Arts, regia di Louis King (1934)
- Sogno di una notte di mezza estate (A Midsummer Night's Dream), regia di William Dieterle e Max Reinhardt (1935)
- Canto d'amore (Here's to Romance), regia di Alfred E. Green (1935)
- La vita del dottor Pasteur (The Story of Louis Pasteur), regia di William Dieterle (1936)
- Avorio nero (Anthony Adverse), regia di Mervyn LeRoy (1936)
- Il nemico dell'impossibile (The Go Getter), regia di Busby Berkeley (1937)
- La luce verde (Green Light), regia di Frank Borzage (1937)
- Vivo per il mio amore (That Certain Woman), regia di Edmund Goulding (1937)
- Tovarich, regia di Anatole Litvak (1937)
- Maria Antonietta (Marie Antoinette), regia di W. S. Van Dyke (1938)
- Io ti aspetterò (The Sisters), regia di Anatole Litvak (1938)
- La piccola principessa (The Little Princess), regia di Walter Lang e William A. Seiter (1939)
- Le tre donne di Casanova (Casanova Brown), regia di Sam Wood (1944)
- Gli amanti del sogno (Love Letters), regia di William Dieterle (1945)
- Il cavaliere mascherato (The Fighting Guardsman), regia di Henry Levin (1946)
- Il figlio di Robin Hood (The Bandit of Sherwood Forest), regia di Henry Levin e George Sherman (1946)
- The Devil's Mask, regia di Henry Levin (1946)
- Bulldog Drummond at Bay, regia di Sidney Salkow (1947)
- Valanga gialla (Retreat, Hell!), regia di Joseph H. Lewis (1952)

## Doppiatrici italiane
- Micaela Giustiniani in Tovarich (riedizione), Maria Antonietta
- Rina Morelli in Avorio nero (riedizione)
- Andreina Pagnani in Il figlio di Robin Hood
- Lia Orlandini in Gli amanti del sogno
- Dhia Cristiani in Valanga gialla
- Fiorella Betti in Le tre donne di Casanova (riedizione)
- Cristina Grado in Io ti aspetterò (ridoppiaggio)
- Lorenza Biella in La piccola principessa (ridoppiaggio anni '80)